# Шкрип
Шкрип је насељено месту у саставу града Супетра, на острву Брачу, Сплитско-далматинска жупанија, Република Хрватска.

## Име
Име Шкрип потиче од латинске именице scrupus, која значи „оштро големо камење“, које су из оближњег римског каменолома Росахе вадили за градњу Диоклецијанове палате у Сплиту. Прастановници места били су Далмати, илирско племе, познати као вешти гусари и пљачкаши бродова у Средоземљу.

## Географски положај
Шкрип је место у унутрашњости Брача, на узвишењу удаљеном миљу од обале, које са својих 3000 година старости и каменом пластиком која иде од киклопске зидине, римске куле до руралне архитектуре белих кровова, има богату историјску прошлост. То је најстарије место на острву, а данас броји једва двадесетак кућа.

## Историја
До територијалне реорганизације у Хрватској налазио се у саставу старе општине Брач.
Очуване киклопске зидине у Шкрипу, су као оне у Микени, а грађене су као бедеми грчкој колонизацији која је на околним обалама већ узела маха (Issa, Tragurion...).
У Шкрипу је највеће очувано римско гробље на острву и римски маузолеј у којем су према легенди сахрањене Приска и Валерија, жена и кћи римскога цара Диоклецијана. Према другој легенди, у Шкрипу је рођена Св. Хелена, мајка цара Константина. Ту је подигнута барокна црква Св. Јелене, заштитнице места, по народном предању Брачанке.
Кула Радојковића из XIV. века јесаграђена у време ратова с Турцима. Кула са свих страна има прозоре и пушкарнице, а на врху са све четири стране налази се обрамбени зид на конзолама. У доњем делу куле налази се римски маузолеј. У кули се од 1979. налази археолошко-етнографски Завичајни музеј острва Брача. У музеју су уз надгробне споменике изложени римски заветни жртвеници посвећени Јупитеру, Митри, Хераклу, Кибели и рељеф Сатира с нимфама… Интересантан је и део рељефа с приказом крста и овце (симболичним приказом Христа), израђен у VI веку, пронађен у мору увале Сплитске (некад римске луке).

## Становништво
На попису становништва 2011. године, Шкрип је имао 172 становника.
| Број становника по пописима | Број становника по пописима | Број становника по пописима | Број становника по пописима | Број становника по пописима | Број становника по пописима | Број становника по пописима | Број становника по пописима | Број становника по пописима | Број становника по пописима | Број становника по пописима | Број становника по пописима | Број становника по пописима | Број становника по пописима | Број становника по пописима | Број становника по пописима |
| --------------------------- | --------------------------- | --------------------------- | --------------------------- | --------------------------- | --------------------------- | --------------------------- | --------------------------- | --------------------------- | --------------------------- | --------------------------- | --------------------------- | --------------------------- | --------------------------- | --------------------------- | --------------------------- |
| 1857                        | 1869                        | 1880                        | 1890                        | 1900                        | 1910                        | 1921                        | 1931                        | 1948                        | 1953                        | 1961                        | 1971                        | 1981                        | 1991                        | 2001                        | 2011                        |
| 311                         | 383                         | 416                         | 477                         | 569                         | 472                         | 0                           | 446                         | 400                         | 376                         | 374                         | 312                         | 231                         | 206                         | 186                         | 172                         |

Напомена: У 1921. подаци су садржани у насељу Супетар. Од 1880. до 1910. садржи податке за бивша насеља Мали Шкрип и Вели Шкрип.

### Попис1991.
На попису становништва 1991. године, насељено место Шкрип је имало 206 становника, следећег националног састава:
| Попис 1991.‍  | Попис 1991.‍  | Попис 1991.‍ | Попис 1991.‍ | Попис 1991.‍ |
| ------------ | ------------ | ----------- | ----------- | ----------- |
|              |              |             |             |             |
| Хрвати       | Хрвати       |             | 202         | 98,05%      |
| Југословени  | Југословени  |             | 1           | 0,48%       |
| Муслимани    | Муслимани    |             | 1           | 0,48%       |
| неопредељени | неопредељени |             | 1           | 0,48%       |
| непознато    | непознато    |             | 1           | 0,48%       |
| укупно: 206  |              |             |             |             |